# فين دحمان
فين دحمان (بالألمانية: Finn Dahmen)‏ هو لاعب كرة قدم ألماني في مركز حراسة المرمى، ولد في 27 مارس 1998 في فيسبادن في ألمانيا.

## وصلات خارجية
- فين دحمان على موقع الاتحاد الدولي (مؤرشف)  (الإنجليزية)
- فين دحمان على موقع الاتحاد الأوربي (الإنجليزية)
- فين دحمان على موقع إي إس بي إن إف سي (الإنجليزية)
- فين دحمان على موقع قاعدة بيانات كرة القدم.إي يو (الإنجليزية)
- فين دحمان على موقع بيانات كرة القدم. دي إي (الألمانية)
- فين دحمان على موقع Soccerbase.com (لاعب) (الإنجليزية)
- فين دحمان على موقع Soccerway.com (الإنجليزية)
- فين دحمان على موقع عالم كرة القدم.نت (الإنجليزية)